# Tremplin Nels Nelsen
Le tremplin Nels Nelsen (en anglais : Nels Nelsen Hill), est un tremplin de saut à ski abandonné situé dans le Parc national du Mont-Revelstoke près de la ville de Colombie-Britannique de Revelstoke au Canada. Il porte à l'origine le nom de Big Hill.
Il est nommé en hommage à Nels Nelsen, un sauteur à ski local ayant battu deux fois le record du monde sur ce tremplin.